# Neochanna apoda
Neochanna apoda är en fiskart som beskrevs av Günther, 1867. Neochanna apoda ingår i släktet Neochanna och familjen Galaxiidae. IUCN kategoriserar arten globalt som sårbar. Inga underarter finns listade i Catalogue of Life.